# Rafflesia schadenbergiana
Rafflesia schadenbergiana är en tvåhjärtbladig växtart som beskrevs av Goepp. och Georg Hans Emmo Emo Wolfgang Hieronymus. Rafflesia schadenbergiana ingår i släktet Rafflesia, och familjen Rafflesiaceae. Inga underarter finns listade i Catalogue of Life.